# Fun alten kloister
Fun alten kloister (jidysz: פוו אלטו קלויםטער, polski: Ze starego klasztoru) – książka autorstwa Hermana Solnika napisana w języku jidysz, wydana po raz pierwszy w 1931 roku w Warszawie. Publikacja zawiera legendy i opowiadania związane z Błaszkami i ówczesnym powiatem kaliskim.